# め
め、メは、日本語の音節の1つであり、仮名の1つ。1モーラを形成する。五十音図において第7行第4段（ま行え段）に位置する。

## 概要

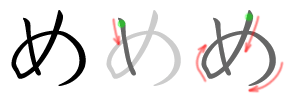
「め」の筆順

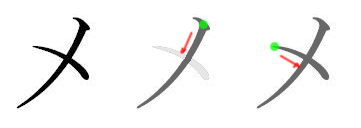
「メ」の筆順

- 現代標準語の音韻: 1子音と1母音からなる音 /me/。両唇を閉じて鼻から声を出す有声子音/m/とえからなる音。
- 五十音順: 第34位。
- いろは順: 第40位。「ゆ」の次、「み」の前。
- 平仮名「め」の字形: 「女」の草体
- 片仮名「メ」の字形: 「女」の下の部分
- ローマ字: me
- 点字:
- 通話表: 「明治のメ」
- モールス信号: －・・・－
- 手旗信号：3→5

- 発音: め[ヘルプ/ファイル]

## め に関わる諸事項
- 「〆」（しめ）は、片仮名の「メ」とは別の字である。
- 鳥の古名「め」。
- 「めの字」はご飯や妾の隠語、業界によっては数字の2あるいは5の隠語にもなる[1]。